# Vahagn Khachaturyan
Vahagn Garniki Khachaturyan (em armênio:Վահագն Գառնիկի Խաչատուրյան; 26 de julho de 1959) é um político armênio. Ele serviu como prefeito de Yerevan de 1992 a 1996, ex-Ministro da Indústria de Alta Tecnologia (2021–2022) e atual Presidente da Armênia, foi eleito presidente de seu país na Eleição presidencial de 2022 e tomou posse em 13 de Março do mesmo ano.
Ele foi membro do Congresso Nacional Armênio até sua renúncia em 2017.

## Biografia
Vahagn Khachaturyan nasceu em 1959 em Sisiano. Ele se formou no Instituto de Economia Nacional de Erevã em 1980, com a qualificação de economista. De 1982 a 1989, trabalhou na empresa “HrazdanMash” (Produção Instrumental Hrazdan). De 1989 a 1992 foi vice-diretor geral da Fábrica “Mars”. De 1990 a 1996 ele foi membro do Conselho Municipal de Yerevan, então de 1992 a 1996 ele serviu como prefeito de Erevã. Foi deputado na Assembleia Nacional da Arménia de 1995 a 1999. De 1996 a 1998 foi conselheiro do Presidente da Arménia Levon Ter-Petrosyan. Em 2002- Vice-presidente do Centro de Ciência Política, Direito e Pesquisa Econômica. Ele foi nomeado Ministro da Indústria de Alta Tecnologia em agosto de 2021.
Após a renúncia do presidente da Armênia Armen Sarkissian em janeiro de 2022, o partido governante Contrato Civil (KP) nomeou Khachaturyan para a presidência. Ele venceu a eleição presidencial em março de 2022, em segundo turno e sem nenhuma oposição, ele tomou posse como presidente em 13 de março de 2022.

## Adesão
- 2000 - Membro fundador do ARMAT Center for Democracy and Civil Society Development
- 2006 - Membro fundador das iniciativas sociais e políticas “Aylyntrank”
- 2019- 2021 - Membro do Conselho do Armeconombank